# Acala (Chiapas)
Pour les articles homonymes, voir Acala.
Acala est une municipalité du Chiapas, au Mexique. Elle couvre une superficie de 295,6 km2 et compte 31 424 habitants en 2015.